# 曲加 (1941年)
曲加（藏語：ཆོས་རྒྱལ，威利转写：chos rgyal，1941年1月—），男，藏族，西藏日土人，中华人民共和国政治人物，曾任阿里地区政协主席，中共西藏自治区纪委副书记，西藏自治区人大常委会副主任。